# How It Works
How It Works – polski miesięcznik, a następnie dwumiesięcznik popularnonaukowy wydawany od marca do czerwca 2012 roku, łącznie ukazały się trzy numery. Jego redaktorem naczelnym była Anna Bugajska.
„How It Works” wydawano na licencji Imagine Publishing Limited od marca 2012 roku. Od drugiego numeru czasopismo przekształcono w dwumiesięcznik. Z powodu niskiej sprzedaży (12 843 egz. pierwszego numeru, 14 949 drugiego) cenę obniżono od trzeciego numeru z 9,99 zł do 7,99 zł. Na numerze trzecim wydawanie magazynu zakończono.